# Rescuporis II de Tracia
Rescuporis II (en griego: Ρησκούπορις) fue rey del reino sapeo de Tracia entre el 12 y el 19 d. C. Gobernó sobre la mitad del reino al suceder a su hermano Roemetalces I, y brevemente sobre la totalidad, usurpando la otra mitad a su sobrino Cotis VIII. Era el hijo del rey tracio Cotis VI y el hermano menor de los reyes Cotis VII y Roemetalces I. El historiador romano Tácito describe su carácter como "traicionero".

## Biografía
En el año 6, en ocasión de la gran revuelta ilírica, se alió con los romanos para combatir a los dálmatas y panonios, combatiéndolos de manera notable en Macedonia.
A la muerte de Roemetalces I, hacia el año 12, el emperador Augusto dividió Tracia en dos reinos separados: una parte sería gobernada por Cotis VIII y la otra por Rescuporis II. Tácito menciona que Cotis recibió las mejores tierras de cultivo, pueblos y ciudades griegas cercanas a la costa, mientras que Rescuporis recibió la parte más salvaje y no cultivada, expuesta a sus enemigos. Rescuporis quería anexionar al suyo el reino de Cotis, pero no lo hacía por miedo a las represalias de Augusto. A la muerte de este último, en el año 14, inició sus movimientos para hacerse con la segunda porción de Tracia, primero negociando, y, ante la reticencia de Cotis, más tarde, por traición. Invitó a su sobrino a un banquete para ratificar un tratado, pero lo arrestó y encarceló, acusándolo ante Roma de traición y capturando su reino. Tiberio pidió a explicaciones a Rescuporis sobre el encarcelamiento y exigió que fuera a rendir cuentas ante el Senado romano, a lo que éste se negó. Poco después, Cotis murió en la cárcel en el año 18, supuestamente por suicidio, y su mujer y su hijo escaparon a Cícico.
El emperador romano Tiberio abrió una investigación por la muerte de Cotis VIII, juzgando a Rescuporis en el Senado romano. Para conseguir que Rescuporis acudiera a Roma, Tiberio envió a Tracia al gobernador de Mesia Lucio Pomponio Flaco, amigo del monarca. En el juicio, Tiberio invitó a la viuda de Cotis, Antonia Trifena, a testificar y a acusar a Rescuporis del asesinato de su marido, y Rescuporis fue hallado culpable. Tiberio lo mandó al exilio a Alejandría en Egipto. En ruta, Rescuporis trató de escapar y fue asesinado por los soldados romanos. Su hijo, que más tarde reinaría en Tracia como Roemetalces III, fue perdonado por Tiberio, permitiéndole regresar a Tracia. Como solución de gobierno para el reino sapeo, el emperador emplazó a Trifena como corregente con su hijo mayor con Cotis VIII, Roemetalces II.